# Collegio uninominale Veneto 1 - 06
Il collegio elettorale uninominale Veneto 1 - 06 è stato un collegio elettorale uninominale della Repubblica Italiana per l'elezione della Camera dei deputati tra il 2017 ed il 2022.

## Territorio
Come previsto dalla legge elettorale italiana del 2017, il collegio era stato definito tramite decreto legislativo all'interno della circoscrizione Veneto 1.
Era formato dal territorio di 34 comuni: Cappella Maggiore, Cessalto, Chiarano, Cimadolmo, Codognè, Colle Umberto, Conegliano, Cordignano, Fontanelle, Fregona, Gaiarine, Godega di Sant'Urbano, Gorgo al Monticano, Mansuè, Mareno di Piave, Meduna di Livenza, Motta di Livenza, Oderzo, Ormelle, Orsago, Ponte di Piave, Portobuffolé, Revine Lago, Salgareda, San Fior, San Pietro di Feletto, San Polo di Piave, San Vendemiano, Santa Lucia di Piave, Sarmede, Susegana, Tarzo, Vazzola e Vittorio Veneto.
Il collegio era quindi interamente compreso nella provincia di Treviso.
Il collegio era parte del collegio plurinominale Veneto 1 - 02.

## Eletti
| Elezione | Elezione | Deputato      | Partito |
| -------- | -------- | ------------- | ------- |
|          | 2018     | Marica Fantuz | Lega    |

## Dati elettorali

### XVIII legislatura
Come previsto dalla legge elettorale, 232 deputati erano eletti con sistema a maggioranza relativa in altrettanti collegi uninominali a turno unico.
| Candidati              | Candidati               | Voti    | %     | Liste                    | Voti    | %     |
| ---------------------- | ----------------------- | ------- | ----- | ------------------------ | ------- | ----- |
|                        | Marica Fantuz ✔️ Eletto | 78 147  | 53,21 | Lega                     | 55 946  | 38,10 |
| Forza Italia           | Marica Fantuz ✔️ Eletto | 78 147  | 53,21 | 15 979                   | 10,88   |       |
| Fratelli d'Italia      | Marica Fantuz ✔️ Eletto | 78 147  | 53,21 | 5 360                    | 3,65    |       |
| Noi con l'Italia - UDC | Marica Fantuz ✔️ Eletto | 78 147  | 53,21 | 862                      | 0,59    |       |
|                        | Daniela Bolzan          | 30 544  | 20,80 | Movimento 5 Stelle       | 30 544  | 20,80 |
|                        | Mariarosa Barazza       | 28 681  | 19,53 | Partito Democratico      | 24 123  | 16,43 |
| +Europa                | Mariarosa Barazza       | 28 681  | 19,53 | 3 511                    | 2,39    |       |
| Italia Europa Insieme  | Mariarosa Barazza       | 28 681  | 19,53 | 580                      | 0,39    |       |
| Civica Popolare        | Mariarosa Barazza       | 28 681  | 19,53 | 467                      | 0,32    |       |
|                        | Deborah Marcon          | 2 931   | 2,00  | Liberi e Uguali          | 2 931   | 2,00  |
|                        | Luigi Veroi             | 1 480   | 1,01  | Il Popolo della Famiglia | 1 480   | 1,01  |
|                        | Andrea De Bortoli       | 1 348   | 0,92  | CasaPound                | 1 348   | 0,92  |
|                        | Stefania Trevisan       | 869     | 0,59  | Potere al Popolo!        | 869     | 0,59  |
|                        | Luciano Sonego          | 808     | 0,55  | Italia agli Italiani     | 808     | 0,55  |
|                        | Luca Tomasi             | 776     | 0,53  | Partito Valore Umano     | 776     | 0,53  |
|                        | Luciano Fior            | 596     | 0,41  | Grande Nord              | 596     | 0,41  |
|                        | Lorenzo Polentes        | 527     | 0,36  | 10 Volte Meglio          | 527     | 0,36  |
|                        | Paola Belardinelli      | 149     | 0,10  | PRI - ALA                | 149     | 0,10  |
| Totale                 | Totale                  | 146 856 | 100   |                          | 146 856 | 100   |
|                        |                         |         |       |                          |         |       |
| Voti non validi        | Voti non validi         | 4 282   | 2,83  |                          |         |       |
| Votanti                | Votanti                 | 151 138 | 78,39 |                          |         |       |
| Elettori               | Elettori                | 192 807 |       |                          |         |       |